# Медведев, Илья Леонидович
Илья́ Леони́дович Медве́дев (род. 18 ноября 1983, Ленинград) — российский гребец-байдарочник, ныне — тренер. Выступал за сборную России. Участник двух летних Олимпийских игр, призёр чемпионатов мира и Европы, многократный победитель национальных первенств. На соревнованиях представлял Санкт-Петербург и Челябинскую область, мастер спорта России международного класса.

## Биография
Родился 18 ноября 1983 года в Ленинграде, является гребцом в третьем поколении, поскольку его дед, бабушка и родители тоже выступали в этом виде спорта.
Активно заниматься греблей начал в возрасте двенадцати лет, проходил подготовку под руководством отца Леонида Петровича и матери Ольги Фёдоровны (оба впоследствии удостоены звания заслуженных тренеров России). Первого серьёзного успеха добился в 2001 году, когда на юниорском чемпионате мира завоевал сразу две золотые медали.
В 2004 году впервые вошёл в основной состав взрослой национальной сборной и выступил на первенстве Европы, год спустя стал призёром молодёжного европейского первенства, дебютировал на Кубке мира (на этапе в немецком Дуйсбурге получил бронзовую награду за участие в гонке байдарок-двоек на километровую дистанцию).
В течение последующих лет неизменно попадал в финал крупнейших международных соревнований и благодаря череде удачных выступлений удостоился права защищать честь страны на летних Олимпийских играх 2008 года в Пекине. В составе четырёхместной байдарки, куда также вошли гребцы Евгений Салахов, Антон Васильев и Константин Вишняков, пробился в финал, но в решающем заплыве финишировал лишь восьмым.
На чемпионате мира 2010 года в Познани с двойкой выиграл бронзу в заплыве на 1000 м и удачно выступил на первенстве Европы в Трасоне, где добыл бронзу в гонке одиночек на 5000 м. В следующем сезоне вновь был бронзовым призёром мирового чемпионата, с четырёхместной байдаркой финишировал третьим на километровой дистанции, кроме того, в той же дисциплине впервые выиграл этап мирового кубка — одолел всех соперников на турнире в Дуйсбурге. Позже прошёл квалификацию на Олимпийские игры 2012 года в Лондон, участвовал здесь в километровых гонках среди двоек и среди четвёрок. В первом случае (в паре с Антоном Ряховым) занял шестое место, тогда как во втором (с Ряховым, Васильевым и Олегом Жестковым) расположился на седьмой позиции.
После двух Олимпиад Медведев остался в основном составе российской национальной команды и продолжил ездить на крупнейшие международные турниры. Так, в 2013 году он побывал на чемпионате мира в Дуйсбурге и на чемпионате Европы в Монтемор-у-Велью. На европейском первенстве выиграл серебряную медаль в заплыве двоек на 1000 м.
Ныне проживает в Санкт-Петербурге. Имеет высшее образование, в 2012 году окончил Уральский государственный университет физической культуры, где обучался на факультете летних видов спорта. В 2017 году получил степень Магистра.
Его брат Сергей тоже был довольно известным гребцом, выигрывал медали на всероссийских соревнованиях, имеет звание мастера спорта международного класса.
Также является владельцем популярного спортивного аккаунта в Инстаграм — https://www.instagram.com/15cek/ .
С 2017 года работает детским тренером по гребле на байдарках.